# أولاد علي القصور (الفرايطة)
أولاد علي القصور هو دُوَّار يقع بجماعة الفرائطة، إقليم قلعة السراغنة، جهة مراكش آسفي في المملكة المغربية. ينتمي الدوّار لمشيخة الفرايطة التي تضم 23 دوار. يقدر عدد سكانه بـ 602 نسمة حسب الإحصاء الرسمي للسكان والسكنى لسنة 2004.

## روابط خارجية
- البوابة الوطنية للجماعات الترابية
- المندوبية السامية للتخطيط